# Erick Osornio
Erick Osornio Nuñez (Puebla, 5 de marzo de 1983) es un deportista mexicano que compitió en taekwondo.
Ganó una medalla en los Juegos Panamericanos de 2003 y cuatro medallas en el Campeonato Panamericano de Taekwondo entre los años 2002 y 2010.

## Palmarés internacional
| Juegos Panamericanos    | Juegos Panamericanos            | Juegos Panamericanos | Juegos Panamericanos |
| Año                     | Lugar                           | Medalla              | Categoría            |
| ----------------------- | ------------------------------- | -------------------- | -------------------- |
| 2003                    | Santo Domingo (Rep. Dominicana) | Medalla de bronce    | –68 kg               |
| Campeonato Panamericano |                                 |                      |                      |
| Año                     | Lugar                           | Medalla              | Categoría            |
| 2002                    | Quito (Ecuador)                 | Medalla de oro       | –67 kg               |
| 2004                    | Santo Domingo (Rep. Dominicana) | Medalla de plata     | –67 kg               |
| 2008                    | Caguas (Puerto Rico)            | Medalla de oro       | –67 kg               |
| 2010                    | Monterrey (México)              | Medalla de plata     | –68 kg               |